# Chalèze
Chalèze település Franciaországban, Doubs megyében. Lakosainak száma 375 fő (2022. január 1.). Chalèze Thise, Montfaucon, Roche-lez-Beaupré és Vaire községekkel határos.

## Népesség
A település népességének változása:
| Lakosok száma | 237  | 383  | 379  | 391  | 362  | 370  | 370  | 362  | 364  | 375  |
|               | 1968 | 1982 | 1990 | 2006 | 2013 | 2015 | 2017 | 2019 | 2020 | 2022 |